# Don't Forget (pesem)
"Don't Forget" je tretja in zadnja pesem iz glasbenega albuma ameriške pevke, tekstopiske in igralke Demi Lovato. Izšel je 17. marca 2009.

## Informacije o pesmi
Na "In Tune With Demi Lovato", kratki, dvo-delni televizijski seriji, ki se je predvajala na Disney Channelu, je Demi Lovato povedala, da je "Don't Forget ena izmed pesmi [v njenem albumu], ki so mi najbolj pri srcu" in da ji je všeč, ker je morala "čutiti veliko čustev med snemanjem". Demi Lovato je 15. aprila 2009 s to pesmijo nastopila na pogovorni oddaji The Ellen DeGeneres Show. Pesem je ena izmed najboljših pesmi iz albuma Don't Forget, s katerimi je Demi Lovato kdaj nastopila. "Trainwreck" naj bi bil tretji singl iz albuma Don't Forget, vendar ga je nadomestila ta pesem.

### Glasba in struktura
"Don't Forget" je pop rock pesem. Razpon glasu Demi Lovato se razteza od C4 do E5.

## Sprejem
Pesem "Don't Forget" je od kritikov v glavnem prejemala pohvale. Michael Menachem iz revije Billboard je pesem opisal kot "ranljiv vokal", ki "z zmernim tempom prikaže občutljivost Demi Lovato, nato pa nastopijo rock inštrumenti".

## Dosežki
Pesem "Don't Forget" je dosegla oseminšestdeseto mesto na lestvici Billboard Hot 100. V tednu 30. marca, po tem, ko je založba Hollywood izdala videospot za "Don't Forget", je pesem napredovala iz štiriinosemdesetega in oseminštiridesetega mesta napredovala na enainštirideseto mesto.

### Mesta na lestvicah
| Lestvica (2009)           | Mesto |
| ------------------------- | ----- |
| Canadian Hot 100 (Kanada) | 76    |
| U.S. Billboard Hot 100    | 41    |
| U.S. Billboard Pop 100    | 62    |